# Psychotria laxiflora
Psychotria laxiflora är en måreväxtart som beskrevs av Carl Ludwig von Blume. Psychotria laxiflora ingår i släktet Psychotria och familjen måreväxter. Inga underarter finns listade i Catalogue of Life.